# 3716 Petzval
A 3716 Petzval (ideiglenes jelöléssel 1980 TG) a Naprendszer kisbolygóövében található aszteroida. Antonín Mrkos fedezte fel 1980. október 2-án. Nevét Petzval József tiszteletére kapta.